# PULSE
|￣|_ (PULSE)（パルス）は、THE MAD CAPSULE MARKETSのシングル。

## 解説
- 1999年の一枚目のシングルでアルバム『OSC-DIS』の先行シングルとして発売。このCDはCDエクストラ仕様となっており、BONUS GAME DATAとしてレーシングゲームの「POCHI RACING!」を楽しめる。
- このシングルから、それまでのバンド名であるTHE MAD CAPSULE MARKET'Sから『'』（アポストロフィー)が外され、今のTHE MAD CAPSULE MARKETSへ変更された。

## 収録曲
1. |￣|_ (PULSE)
  - 作詞:TAKESHI UEDA／補作詞:KATSUYA／作曲:TAKESHI UEDA
2. JAG (EXCLUSIVE VERSION)
  - 作詞:KYONO／補作詞:KATSUYA／作曲:THE MAD CAPSULE MARKETS
3. START IT UP -PULSE REMIX-
  - 編曲:TAKESHI UEDA and KEI KUSAMA

## 参加ミュージシャン
- KYONO - ボーカル
- TAKESHI UEDA - ベース、プログラミング、ボーカル
- MOTOKATSU MIYAGAMI - ドラムス、プログラミング

- TORUXXX - ギター、バッキング・ボーカル
- 草間敬 (KURID INT'L) - プログラミング